# Тудор Владимиреску
Ту́дор Владимире́ску (рум. Tudor Vladimirescu; 1780, Владімірі, нині жудець Горж, Румунія — 8 червня 1821, Тирговіште) — керівник Волоського повстання 1821 року, виходець з селян, вів досить успішну торгівлю і навіть зайняв одну з нижчих адміністративних посад — керував невеликим округом; в ході російсько-османської війни 1806—1812 — командир корпусу добровольців-пандурів.

## Походження та освіта
Народився в селі Владімірі повіту Горж. Батьки Константин і Іоана. У сім'ї крім Тудора було ще двоє дітей — брат Папа і сестра Константина.
Читати і писати Тудора навчив священик Пирву Чухой. Пізніше Тудор продовжив навчання в Крайові за підтримки чиновника Іоніце Глоговяну. (Є відомості, що Тудор ріс в будинку Глоговяну, разом з його сином і готувався як майбутній торговий агент і керуючий маєтком). Таким чином, Владимиреску отримав гарну освіту і займався згодом комерцією. Був агентом з продажу нерухомості в області бізнесу і торгівлі, зокрема, експорту худоби.
У 1806 року він був призначений на одну з нижчих адміністративних посад — був ватафом або управителем гірській місцевості Клошани, цю посаду він обіймав до 1820 року.

## Під час російсько-османської війни 1806—1812 років
Під час російсько-османської війни 1806—1812 років у військах господаря Костянтина Іпсіланті, що входили до складу російської армії, діяв корпус румунських добровольців-пандурів. У ході бойових дій Владимиреску виділявся з числа інших пандурів. Він показав себе сміливим воїном, був нагороджений за військові заслуги російським орденом св. Володимира 3 ступеня з мечами.
Деякі автори пов'язують з фактом даного нагородження саме прізвище Владимиреску, проте це твердження викликає серйозні сумніви, оскільки в румунському селі Владімірі, де народився Тудор, цілком могло бути таке прізвище. Одне з румунських іменувань Владимиреску прямо на це вказує: Tudor din Vladimiri, що буквально означає «Тудор з Владімірі».
Владимиреску було також присвоєне звання поручника і доручено командування зазначеним корпусом пандурів.

## Після війни
Коли війна скінчилася, пандури-добровольці зазнали переслідувань з боку османів. Однак, Владимиреску домігся недоторканності у Валахії і Османської імперії.
14 червня-26 грудня 1814 роках він здійснив поїздку до Відня з питань ліквідації спадщини дружини Ніколае Глоговяну (сина Іоніце Глоговяну), який помер у Відні, а також, щоб вивезти молоду жінку з території країни. У цей час, з вересня 1814 року там проходив Віденський мирний конгрес (1814—1815), спрямований на відновлення феодально-абсолютистських монархій, зруйнованих французькою революцією 1789 року і наполеонівськими війнами, і визначення нових кордонів держав Європи.
Стежачи за ходом конгресу, Владимиреску познайомився у Відні з ідеями французької революції, а також там відбулася його перша зустріч з представниками щойно створеного таємного товариства греків-патріотів Філікі Етерія (гетерістами), головною метою яких було створення незалежної грецької держави. Для цього гетерісти мали намір підготувати грецьку революцію, спрямовану проти Османської імперії, і з самого початку намагалися перетворити антиосманську революцію в повстання всіх балканських християн.
За дорученням Філікі Етерія Олімпіосу Георгакісу, який також, як Владимиреску, служив у російській армії і знав його особисто, вдалося схилити його на свій бік. Владимиреску був посвячений у товариство і прийняв пропозицію очолити повстання.

## Валаське повстання 1821 року
Владимиреску також розглядав повстання гетеристів, як загальне повстання всіх пригноблених балканських народностей, а не одних греків, в яке мало включитися і повстання волоського народу. Але при цьому він прагнув направити повстання не тільки проти турків, а й проти інших гнобителів, зокрема, проти грецьких фанаріотів.
У 1821 році Владимиреску підготував і очолив Валаське повстання в Дунайських князівствах, в ході якого захопив Бухарест і навіть став на кілька місяців, з березня по травень 1821 року, правителем Валахії.
Однак, в результаті розбіжності поглядів на повстання і певних розбіжностей в ході повстання з грецькими союзниками-гетеристами, очолюваними Олександром Іпсіланті, Владимиреску був звинувачений у співпраці з османами і в зраді, захоплений, доставлений в штаб гетерії в таборі Іпсіланті в Тирговіште і підданий суду трибуналу.

## Увічнення пам'яті про Тудора Владимиреску
| «Зрадництво вбивство вождя національно-селянського повстання проти гнобителів Валахії залишило глибокий слід в пам'яті народу. Осиротілі пандури після смерті Тудора Владимиреску склали пісню, яка в алегоричних висловлюваннях говорила про трагічну долю їхнього героя. Пісня ця, підхоплена народом, користувалася надзвичайною популярністю не тільки в Валахії, але і в Молдові, звідки вона в дещо зміненому вигляді перейшла в Бессарабію. Там, зазвучавши на вулицях Кишинева і в будинках бояр у виконанні хорів циганських оркестрів, вона відразу ж привернула до себе увагу Пушкіна. Свідоцтво про це збереглося в бесарабських спогадах Івана Ліпранді. |

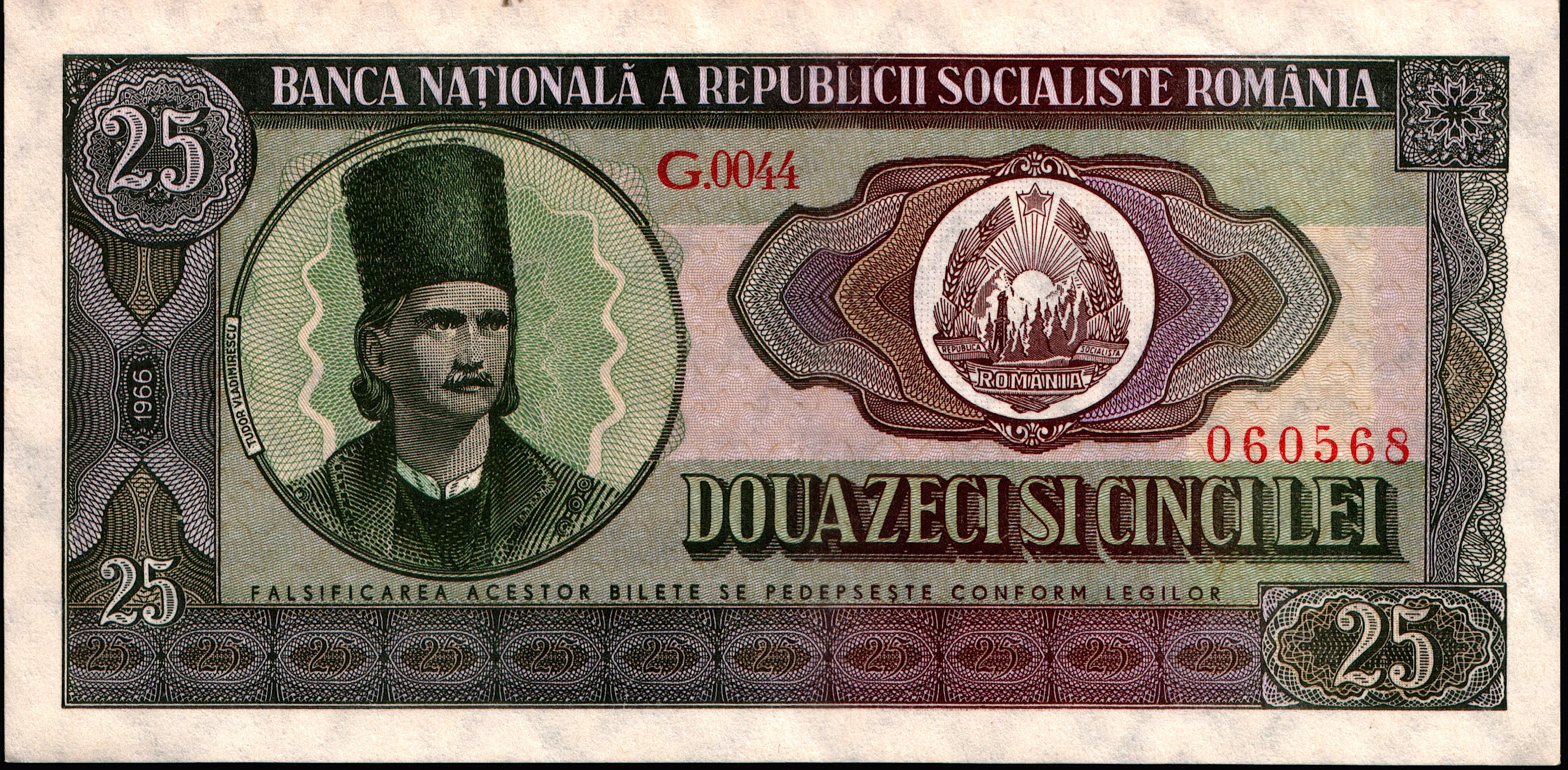
Румунська банкнота 1966 с портретом Тудора Владимиреску

- У 1956 році румунський композитор Ґеорґе Думітреску написав ораторію «Тудор Владимиреску».
- З 1966 року в Соціалістичній Республіці Румунії (СРР) заснований орден Тудора Владимиреску, п'яти ступенів, який вручався за видатний внесок у встановлення і захист суспільного та державного ладу.
- У тому ж 1966 році національний банк СРР випустив банкноти з портретом Тудора Владимиреску.